# Charles Beachcroft
Charles Beachey Beachcroft (Rickmansworth, 1870 - Melbourne, 1 juli 1928) was een Brits Cricketspeler. 
Beachcroft was aanvoerder van de Britse ploeg die de gouden medaille won. In de enige wedstrijd was Beachcroft startend batsman.

## Erelijst
- 1900 –  Olympische Spelen in Parijs team